# Andrea Taurelli Salimbeni
Andrea Taurelli Salimbeni (Roma, 11 gennaio 1965) è un generale italiano, attuale capo di stato maggiore dell'Arma dei Carabinieri.

## Biografia
Nasce a Roma l'11 gennaio del 1965, intraprendendo la carriera militare nel 1980 frequentando la scuola militare Nunziatella ed in seguito il 165° corso dell'accademia militare di Modena e della scuola ufficiali Carabinieri.
Ha comandato un plotone presso il II battaglione alla scuola sottufficiali dei Carabinieri di Firenze ed un plotone presso l'accademia militare di Modena. Promosso a capitano comanda la compagnia di Gubbio per poi essere assegnato come addetto alla 3ª sezione dell'ufficio personale ufficiali del Comando Generale. Sempre presso il comando generale prima di maggiore e poi da tenente colonnello ha comandato la 4ª e 5ª sezione dell'ufficio personale ufficiali.
Da tenente colonnello ha comandato il reparto territoriale e il gruppo di Palermo per poi essere promosso a colonnello e trasferito come capo ufficio ordinamento del Comando Generale, ed in seguito capo ufficio del Capo di Stato Maggiore dell'Arma dei Carabinieri per poi ricoprire l'incarico di assistente militare e aiutante di campo per l'Arma dei Carabinieri del Presidente della Repubblica. Da ufficiale generale comanda il I° reparto del comando generale, la legione Carabinieri Lombardia e la Legione Carabinieri Lazio per poi diventare il 15 dicembre 2024 Capo di Stato Maggiore dell'Arma dei Carabinieri.
Inoltre ha svolto all'estero delle missioni di peace keeping nell'area dei Balcani.

### Vita privata
Ha una moglie, Maria Cristina, e due figlie chiamate Beatrice e Diletta.